# آنسه بوئیلو
آنسه بوئیلو (به لاتین: Anse Boileau) یک منطقهٔ مسکونی در سیشل است که در سیشل واقع شده‌است. آنسه بوئیلو ۴٬۰۹۳ نفر جمعیت دارد.